# Колос (стадіон, Бориспіль)
«Ко́лос» — комплекс із футбольного та хокейного стадіонів у Борисполі. На ньому проводять свої домашні матчі футбольний спортивний клуб «Маріуполь» і клуб з хокею на траві «Колос», а раніше виступала низка футбольних клубів, зокрема, вищоліговий «Борисфен».

## Історія та архітектурні особливості

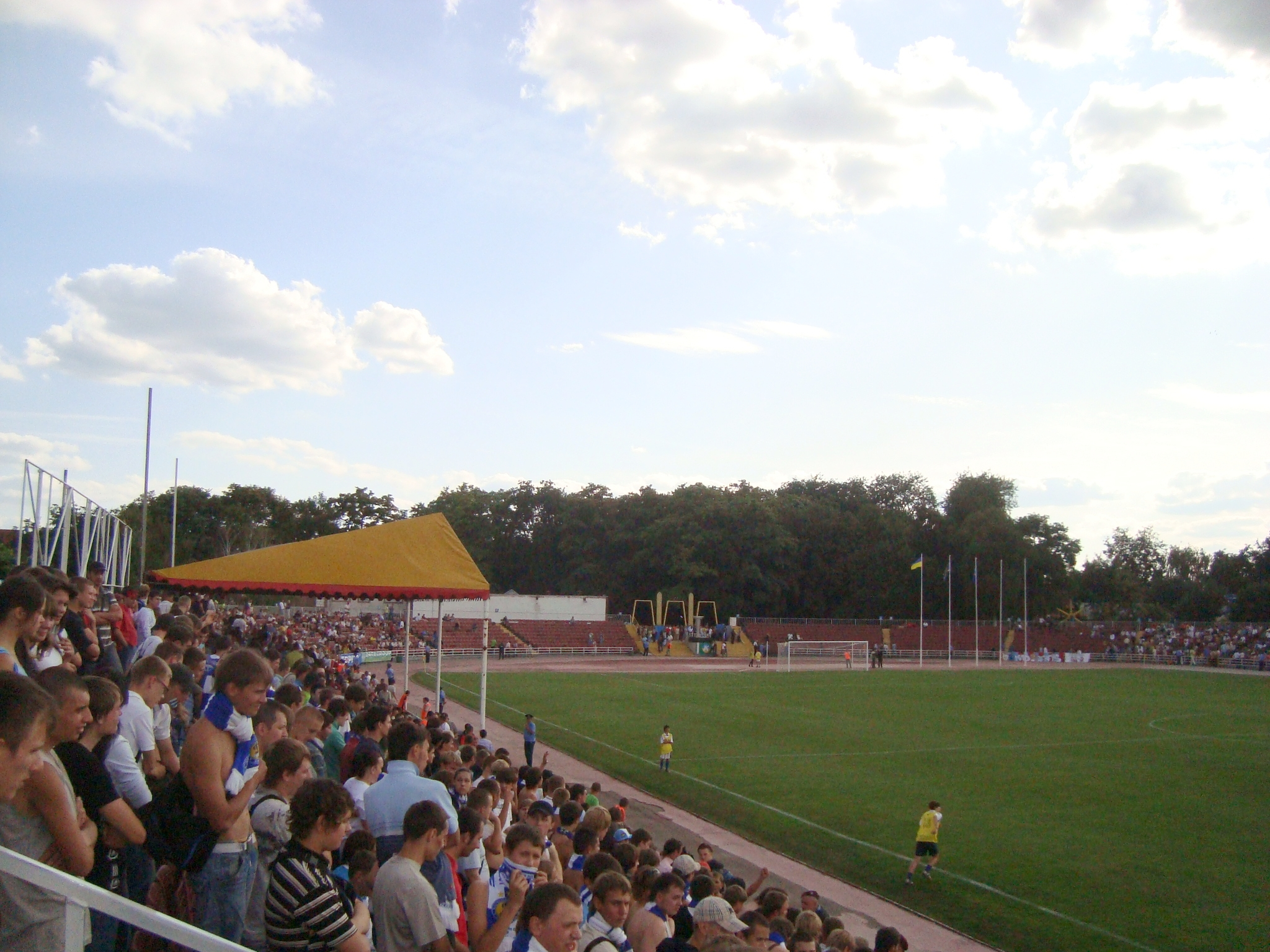
Вхід на стадіон

Перше в Борисполі футбольне поле було відкрите на місці сучасного стадіону «Колос» в 1935 році. Тоді це був рівний пустир, обнесений земляним насипом, на якому могли розміститися до 5000 глядачів. Поле знаходилося в задовільному стані попри те, що за ним ніхто не доглядав.
У післявоєнні роки було облаштовано власне стадіон «Колос», його було обнесено парканом та добудовано трибуни. Тоді стадіон вміщував 7 500 глядачів та був одним з найбільших стадіонів області.
Після реконструкції 1997 року стадіон було приведено у відповідність з найсучаснішими стандартами. Після реконструкції стадіон було обладнано індивідуальними пластиковими сидіннями. Стадіон став вміщувати 5 654 глядачі, з них близько двох тисяч — криті. Стадіон має обладнані роздягальні, масажний кабінет, кімнату для медичного огляду, їдальню та автостоянку.
У 2009 році ветерани футболу пропонували присвоїти стадіону ім'я Віктора Колотова, однак відповідне рішення так і не було ухвалене.
Футбольний стадіон має овальну форму, проте замість північної трибуни розташоване поле для хокею на траві зі штучним покриттям з трибунами на 1 500 глядачів.

## Матчі

### Футбол

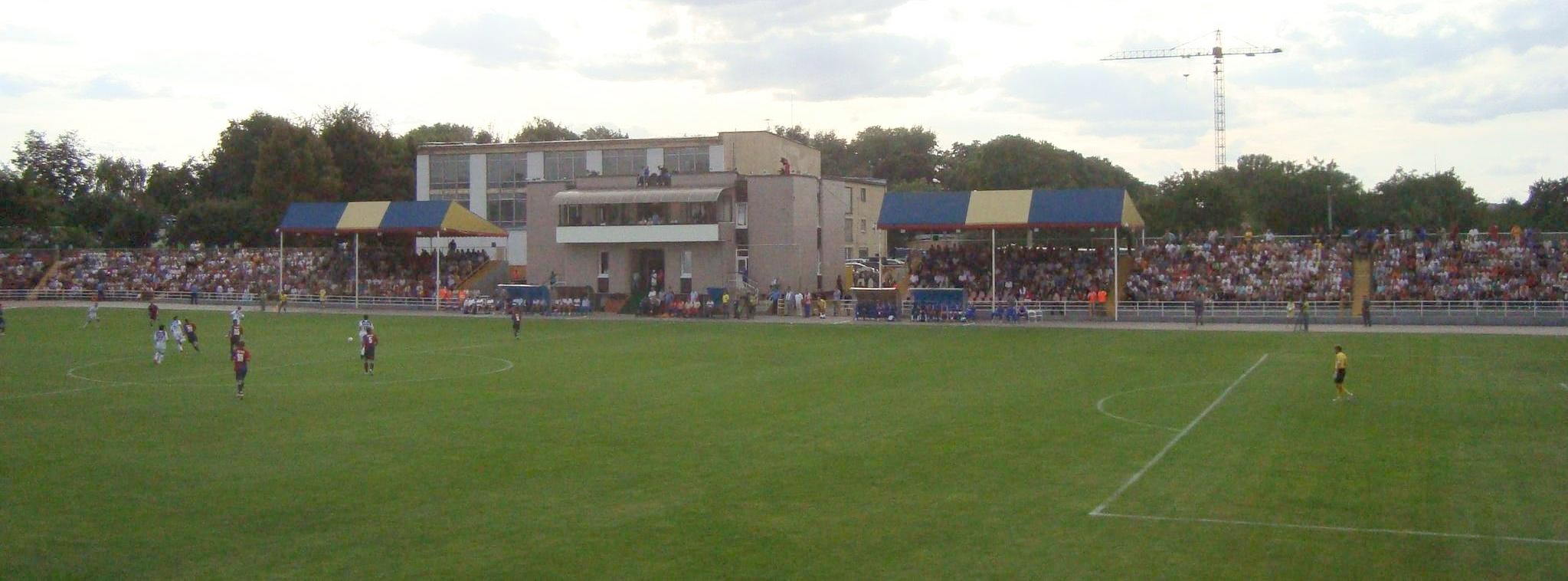
Матч київського «Арсенала» на стадіоні

До розпаду у 2007 році на стадіоні виступав «Борисфен», зокрема й у вищій лізі, після того тут грав клуб першої ліги «Княжа» з сусіднього села Щасливе, який було розформовано у 2009 році. Після цього, не маючи власного стадіону та не маючи змоги орендувати стадіон, що відповідав би стандартам у Києві, на стадіоні протягом майже всього сезону 2009—10 виступав клуб Прем'єр-ліги «Арсенал» (Київ). У наступному сезоні клуб провів на цьому стадіоні лише матч останнього туру через ремонт на домашньому в тому сезоні стадіоні НТК імені Віктора Баннікова. З 2012 року «Арсенал» остаточно переїхав на стадіон «Динамо» імені Валерія Лобановського, а стадіон «Колос», який не пройшов атестації для проведення матчів Прем'єр-ліги, приймає матчі молодіжного складу «Арсенала».
Крім того, тут також регулярно виступав у 1995 році «ЦСКА-Борисфен», також проводили свої матчі київські ЦСКА, ЦСКА-2, «Динамо-2», «Динамо-3», «Борекс-Борисфен» з Бородянки та «Арсенал» з Білої Церкви. Також стадіон «Колос» використовувався як нейтральне поле, зокрема для матчів перехідного турніру за право грати у першій лізі у 1998 році та Суперкубку Київської області, а також для міжнародних матчів молодіжних та юнацьких збірних. Стадіон також приймав міжнародний турнір серед юнацьких збірних, який відзначився низькою відвідуваністю матчів.

#### Матчімолодіжної збірної України
| Дата           | Матч                | Рахунок | Турнір           | Глядачі |
| -------------- | ------------------- | ------- | ---------------- | ------- |
| 16 квітня 2002 | Україна — Грузія    | 0:0     | Товариський матч | 3 000   |
| 11 жовтня 2003 | Україна — Македонія | 2:0     | Товариський матч | 1 000   |
| 30 травня 2005 | Україна — Сирія     | 1:0     | Товариський матч | 270     |

#### Турнір пам'яті Валерія Лобановського(молодіжні команди)
| Дата       |            | Рахунок |          |
| ---------- | ---------- | ------- | -------- |
| 06-06-2017 | Фінляндія  | 1-0     | Словенія |
| 08-06-2017 | Чорногорія | 3-2     | Словенія |
| 29-05-2018 | Словенія   | 3-1     | Греція   |
| 31-05-2018 | Словенія   | 3-0     | Ізраїль  |

#### Матчіюнацької збірної України (U19)
|    | Дата     | Турнір   | Команда  | Рахунок | Команда              |
| -- | -------- | -------- | -------- | ------- | -------------------- |
| 01 | 02-10-98 | КЧЄ 1999 | Україна  | 3-1     | Вірменія             |
|    | 04-10-98 | КЧЄ 1999 | Чехія    | 2-1     | Вірменія             |
| 02 | 06-10-98 | КЧЄ 1999 | Україна  | 1-2     | Чехія                |
|    | 30-09-03 | КЧЄ 2004 | Франція  | 1-0     | Боснія і Герцеговина |
|    | 02-10-03 | КЧЄ 2004 | Франція  | 0-0     | Вірменія             |
|    | 04-10-03 | КЧЄ 2004 | Вірменія | 4-1     | Боснія і Герцеговина |
| 03 | 06-10-16 | КЧЄ 2017 | Україна  | 2-0     | Ісландія             |
| 04 | 08-10-16 | КЧЄ 2017 | Україна  | 3-0     | Латвія               |
| 05 | 11-10-16 | КЧЄ 2017 | Україна  | 1-3     | Туреччина            |

#### Матчіюнацької збірної України (U-17)
| Дата       | Турнір          | Господарі | Рахунок | Гості     |
| ---------- | --------------- | --------- | ------- | --------- |
| 28-09-1997 | Відбір до ЧЄ 98 | Україна   | 2-0     | Грузія    |
| 29-10-1997 | Відбір до ЧЄ 98 | Україна   | 0-0     | Румунія   |
| 08-10-1998 | Відбір до ЧЄ 98 | Україна   | 1-0     | Югославія |
| 21-10-1998 | Відбір до ЧЄ 98 | Україна   | 0-2     | Німеччина |

#### Матчіжіночої збірної України
| Дата       | Турнір            | Господарі | Рахунок | Гості   |
| ---------- | ----------------- | --------- | ------- | ------- |
| 30-10-2000 | Відбір до ЧЄ 2001 | Україна   | 1-2     | Англія  |
| 25-08-2001 | Відбір до ЧС 2003 | Україна   | 4-1     | Чехія   |
| 28-10-2001 | Відбір до ЧС 2003 | Україна   | 0-2     | Франція |

Рекорд відвідуваності — 6500 глядачів на матчі між місцевим «Борисфеном» та київським «Динамо», що відбувся 9 квітня 2005 року.

### Хокей на траві

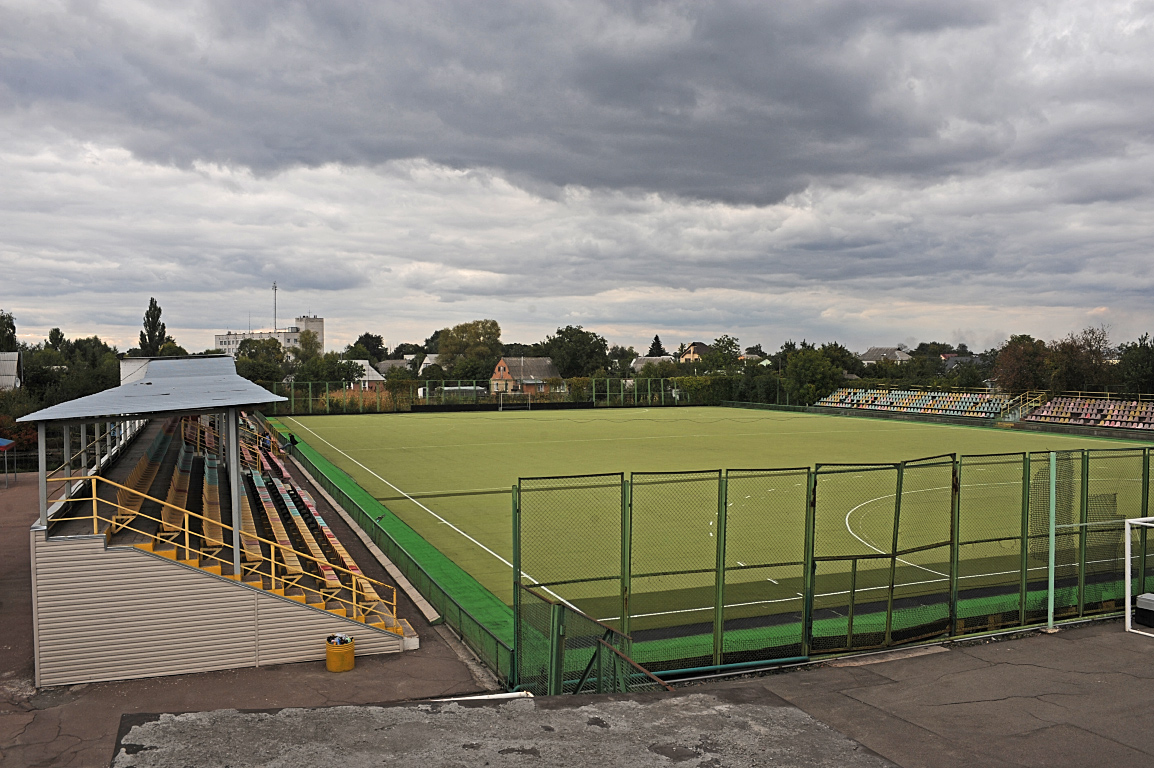
Хокейний стадіон

На хокейному стадіоні, що розташований поруч із футбольним, проводить всі свої домашні матчі один з найтитулованіших жіночих клубів з хокею на траві «Колос». На цьому стадіоні вперше в Україні було встановлене сучасне штучне покриття «Поліграс», і на початку 2000-них це був єдиний в Україні стадіон для хокею на траві, який відповідав міжнародним стандартам.

### Інші заходи
У 2010 році стадіон «Колос» приймав спортивно-художнє свято з нагоди 60-річчя фізкультурно-спортивного товариства «Колос», а також церемонію закриття Всеукраїнських літніх сільських спортивних ігор 2010.
З 5 по 9 жовтня 2011 році на бориспільському стадіоні проходив Чемпіонату світу зі спортивного дресирування німецьких вівчарок «WUSV-2011». Це були перші в Україні міжнародні кінологічні змагання такого рівня.
Крім цього, на стадіоні відбуваються більшість урочистих заходів та концертів з нагоди міських свят.